# Piccolo Giro di Lombardia 2017
Il Piccolo Giro di Lombardia 2017, ottantanovesima edizione della corsa e valida come evento dell'UCI Europe Tour 2017 categoria 1.2U, si svolse il 1º ottobre 2017 su un percorso di 163,1 km con partenza ed arrivo da Oggiono. Fu vinto dal bielorusso Aljaksandr Rabušėnka, al traguardo con il tempo di 4h02'09" alla media di 40,41 km/h, davanti all'italiano Andrea Cacciotti e terzo lo svizzero Gino Mäder.
Accreditati alla partenza 192 ciclisti, dei quali 183 presero il via e soltanto 104 completarono la gara.

## Squadre partecipanti
| N.     | Cod. | Squadra                         |
| ------ | ---- | ------------------------------- |
| 1-6    |      | Lotto Soudal U23                |
| 7-12   |      | Chambéry Cyclisme Formation     |
| 13-18  |      | Viris Maserati-Sisal Matchpoint |
| 19-24  |      | Nazionale australiana           |
| 25-30  |      | Team Colpack                    |
| 31-36  |      | BMC Development Team            |
| 37-42  |      | Zalf-Euromobil-Désirée-Fior     |
| 43-48  | DSU  | Development Team Sunweb         |
| 49-54  |      | Team Palazzago Amarù            |
| 55-60  | DDC  | Dimension Data for Qhubeka      |
| 61-66  |      | Team Hopplà-Petroli Firenze     |
| 67-72  |      | Équipe Bourgogne Franche Comté  |
| 73-78  | UXT  | Uno-X Hydrogen Dev. Team        |
| 79-83  |      | Ciclistica Malmantile           |
| 84-89  |      | Gazprom-Rusvelo U23             |
| 90-95  | ROG  | Rog-Ljubljana                   |
| 96-101 |      | EFC-L&R-Vulsteke                |

| N.      | Cod. | Squadra                          |
| ------- | ---- | -------------------------------- |
| 102-107 |      | Wielerploeg Groot Amsterdam      |
| 108-111 |      | Namedsport-Rocket                |
| 112-117 | TRA  | Team Roth-Akros Devo             |
| 118-123 | AAS  | AGO-Aqua Service                 |
| 124-129 |      | Gavardo Bi&Esse Carrera Tecmor   |
| 130-135 |      | Maltinti Lamp.-Banca di Cambiano |
| 136-141 |      | Zappi Racing Team                |
| 142-147 |      | Fédér. Monegasque de Cyclisme    |
| 148-152 |      | General Store-Bottoli-Zardini    |
| 153-158 |      | V.C. Mendrisio-PL Valli          |
| 159-164 |      | Team Exploit-Goomah Bike         |
| 165-170 |      | VL Technics-Experza-Abutriek     |
| 171-175 |      | Futura Team-Rosini               |
| 176-179 |      | Velo Club Cremonese-Guerciotti   |
| 180-183 |      | Fly Cycling Team                 |
| 184-188 |      | S.C. Valle Seriana-Cene ASD      |
| 189-192 |      | S.C. Gerbi 1910 ASD              |

## Ordine d'arrivo (Top 10)
| Pos. | Corridore              | Squadra        | Tempo    |
| ---- | ---------------------- | -------------- | -------- |
| 1    | Aljaksandr Rabušėnka   | Palazzago      | 4h02'09" |
| 2    | Andrea Cacciotti       | Hopplà-Petroli | a 5"     |
| 3    | Gino Mäder             | V.C. Mendrisio | s.t.     |
| 4    | Aurélien Paret-Peintre | Chambéry CF    | a 1'11"  |
| 5    | Jordi Warlop           | EFC-L&R        | s.t.     |
| 6    | Marc Hirschi           | BMC Developm.  | s.t.     |
| 7    | Tadej Pogačar          | Rog-Ljubljana  | s.t.     |
| 8    | Tuur Deprez            | VL Technics    | s.t.     |
| 9    | Aleksandr Vlasov       | Viris Maser.   | s.t.     |
| 10   | Mikkel Frølich Honoré  | Lotto U23      | s.t.     |